# Jim benignus
Jim benignus is een hooiwagen uit de familie Escadabiidae.